# Gemmipass
Der Gemmipass ist ein 2268 m ü. M. hoher Gebirgspass in der Schweiz. Er liegt in der Walliser Gemeinde Leukerbad in den Berner Alpen und bildet eine Nord-Süd-Verbindung zwischen Kandersteg im Kandertal (Kanton Bern) und Leukerbad im Tal der Dala. Die Passhöhe liegt auf dem Kamm zwischen Daubenhorn (2942 m ü. M.) im Westen und den Plattenhörnern (bis 2855 m ü. M.) im Osten. Die Grenze zum Kanton Bern liegt deutlich weiter nördlich und tiefer.

## Name
Für die Herkunft des Namens Gemmi gibt es verschiedene Erklärungsansätze. Eine Deutung besagt, dass der Name Gemmi sich wahrscheinlich von lat. gemini (deutsch: Zwillinge) ableitet, aufgrund des ähnlichen Aussehens der Berge Rinderhorn und Altels östlich des Passwegs. Andere Deutungen gehen von der französischen Sprache aus: Gemmi könnte vom französischen «chemin» (deutsch: Weg, Pfad) abgeleitet sein oder von «gémir» (deutsch: seufzen, stöhnen). Am glaubwürdigsten scheint die Herleitung aus dem mittellateinischen camini (deutsch: Wege, Durchgänge), wie sie Winfried Lausberg vorschlägt.

## Geographie
Der Gemmipass markiert geologisch den Westrand des Aarmassivs und trennt daher die westlich gelegenen Berner Kalkhochalpen (Wildstrubelmassiv) vom östlich anschliessenden kristallinen Grundgebirge der Balmhorngruppe. In dem Hochtal nördlich des Passes finden sich zahlreiche Karsterscheinungen, beispielsweise Karrenfelder, die tiefe abflusslose Mulde beim Berggasthaus Schwarenbach sowie der oberirdisch abflusslose Daubensee.

## Zugang

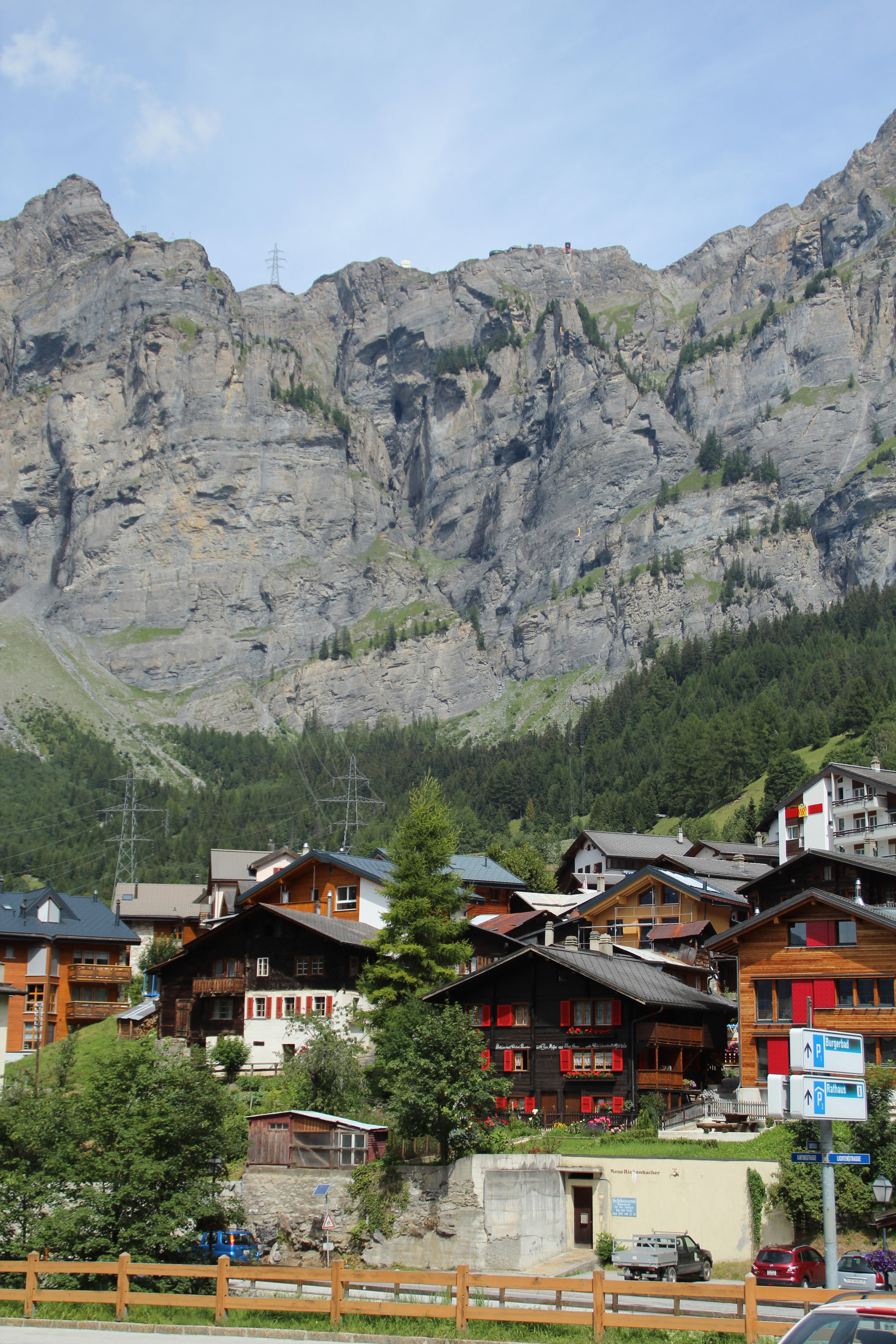
Gemmipass von Leukerbad aus

Die Umgebung des Gemmipasses gilt als beliebtes Wandergebiet. Der Saumweg über den Pass beginnt auf rund 1400 m ü. M. in Leukerbad. Nach einem relativ sanften Anstieg von 300 m muss die 600 m hohe, in mehrere fast senkrecht stehende Felsschichten zerfallende Gemmiwand auf der Südseite des Passes überwunden werden, wobei die waghalsig angelegte Wegstrecke stets gesichert ist. Am Sattelpunkt zweigt der Weg nach Nordosten ab und erreicht seinen Scheitelpunkt bei 2322 m ü. M. westlich des Berghotels, wo ein Kreuz steht.
Der rund 10 km lange Abstieg auf der Nordseite des Passes führt durch eine eindrückliche Naturlandschaft und ist mit keinen Schwierigkeiten verbunden. Der Weg passiert den Daubensee und folgt dem Schwarzbach, der am Ausgang des Gasterntals in die Kander mündet, an der entlang man nach Kandersteg gelangt.
Von Leukerbad führt seit 1957 eine Luftseilbahn direkt auf die Passhöhe; von März bis Juni 2012 wurde sie erneuert. Die Zweiseil-Pendelbahn verfügt über zwei Gondeln für je 35 Fahrgäste und kann pro Stunde 335 Personen transportieren. Der Höhenunterschied von 920 m wird über eine einzige Stütze überwunden, der Bodenabstand beträgt dabei bis zu 300 m. Alle vier Tragseile sind mit Lichtwellenleitern ausgerüstet, die der Datenübertragung für den Bahnbetrieb, die Swisscom und das Militär dienen. 
Der Antrieb ist in der Bergstation untergebracht, wo auch eine Winde für die Bergungsfahrzeuge ist. Wegen des unwegsamen Geländes ist fast auf der ganzen Trasse eine Bergung entlang der Seile notwendig.
Eine weitere, kleinere Seilbahn führt von der Passhöhe auf der anderen Seite hinunter zum Daubensee.

## Geschichte

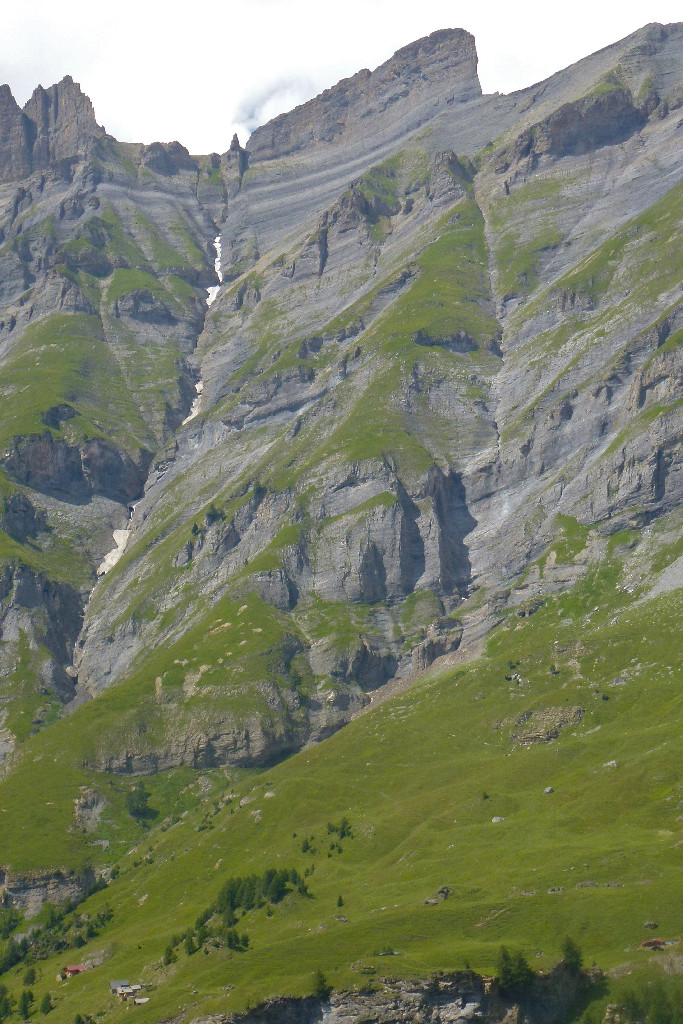
Alter Gemmiweg von der Clabinualp über den Grashang zur "Alten Gemmi", Schwierigkeitsgrad T5

Die Gemmi wurde im frühen 13. Jahrhundert erstmals als Naturweg erwähnt und entwickelte sich später zu einem der bekanntesten Alpenübergänge für Güter- und Personenverkehr. Schon im frühen Mittelalter stellte der Gemmipass eine wichtige Verbindung zwischen dem Berner Oberland und dem Wallis dar. Beispielsweise wurde damals die Engstligenalp vom Wallis her bewirtschaftet. Allerdings galt die Felswand oberhalb von Leukerbad lange Zeit als unüberwindbar.
Der Passweg führte damals vom Daubensee ostwärts den Berghang hinauf und durch das Furggentäli zu einer auf 2730 m ü. M. liegenden Lücke bei den Plattenhörnern, die sogenannte Alte Gemmi. Der darauffolgende Abstieg auf die Clabineralp (Clabinualp) war zwar sehr steil, konnte aber ohne Durchqueren einer Felswand passiert werden. Auf diesem Weg gelangte ein Teil der um das Jahr 800 gegen Süden wandernden Alemannen ins Mittelwallis. Der alte Passweg wurde um 1550 in die Nähe des heutigen Saumpfades über die Gemmiwand verlegt.
Als der Kurort Leukerbad im 18. Jahrhundert an Bedeutung gewann, wurde der Ruf nach einem einfacher zu begehenden Weg lauter. Die Herren Meier Stephan Matter und Landvogt Balet ergriffen die Initiative zum Bau eines neuen Weges über den Gemmipass. Es gelang ihnen, von Leuk den Gemmizoll und von Bern 12'000 Pfund an Geld oder Pulver als Unterstützung zu erhalten. 1739 wurde der neue Weg durch die Felswand gesprengt. Es lag im Interesse von Bern, eine direktere Verbindung über den Gemmi- und den Simplonpass nach Italien zu schaffen.

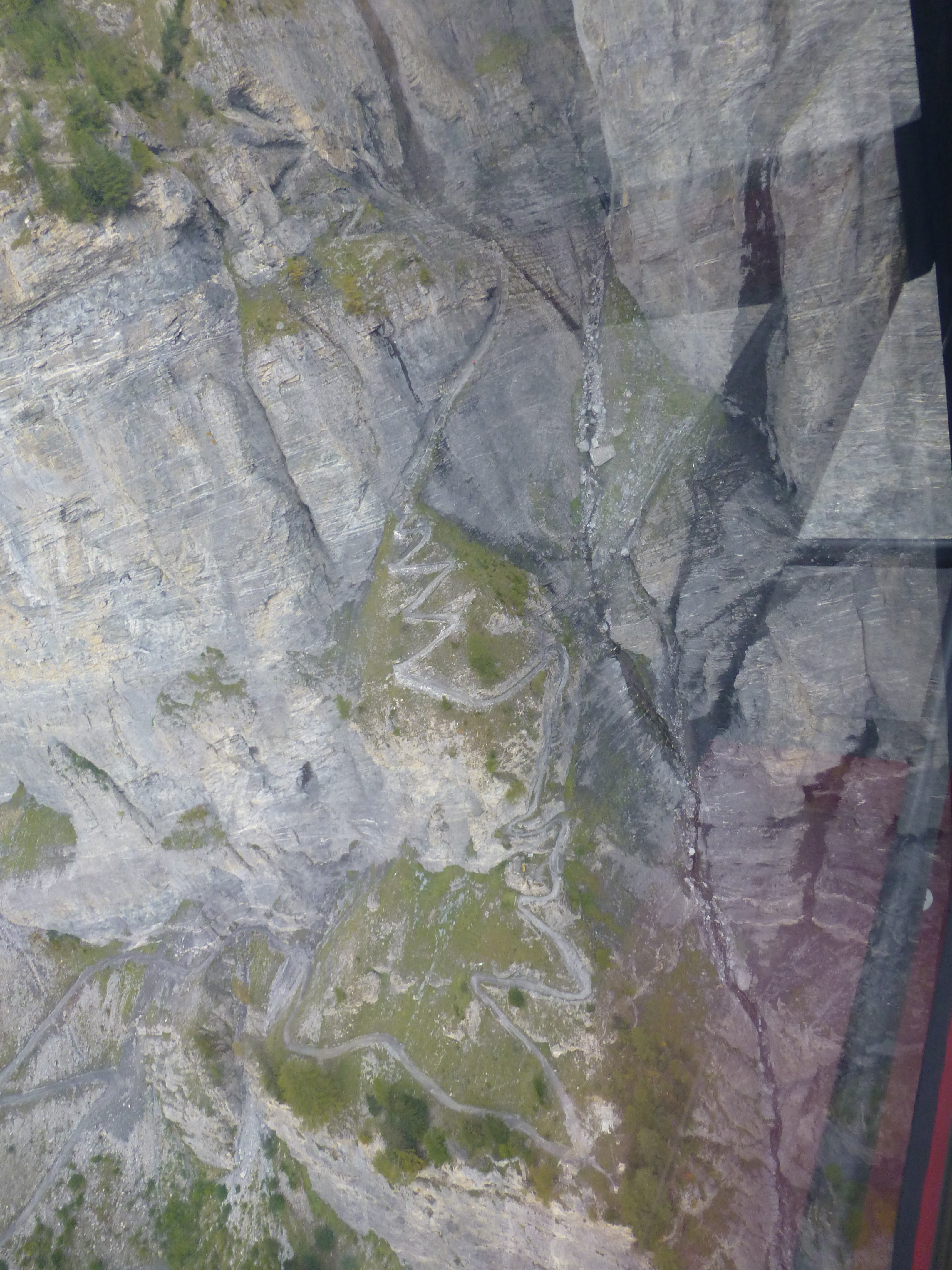
Gemmiweg von Leukerbad zum Gemmipass

Die Route entwickelte sich jedoch nie zu einem eigentlichen Transithandelsweg, weil eine leistungsfähige Transportorganisation fehlte. Um 1900 wurden Gäste mit dem Gemmi-Wägeli über den Pass gefahren.

### Strassenprojekt
Im Herbst 1951 wurde die Aktionsgesellschaft Pro Gemmi gegründet, die den Bau einer Autostrasse von Kandersteg über den Gemmipass nach Leukerbad vorschlug. Die 23 km lange Strasse war als Fortsetzung der Simplonstrasse angedacht und sollte als privat finanzierte Mautstrasse betrieben werden. Sie hätte von Kandersteg mit zwei Kehren in das Üschenental geführt, auf einer Höhe von 2000 m ü. M. mit einem 1000 m langen Tunnel den Üschenengrat durchstossen, sodass sie über Schwarenbach das rechte Ufer des Daubensees erreicht hätte. Auf einer Höhe von 2240 m ü. M. wären die Plattenhörner mit einem 2400 m langen Scheiteltunnel unterquert worden, um danach von Clabinualp mit einigen Kehren Leukerbad zu erreichen. Das Aktionskomitee war bis in die 1970er-Jahre aktiv, der Strassenbau wurde aber fallen gelassen.

## Literarische Erwähnungen
Johann Wolfgang von Goethe beschrieb die Felswand vor dem Gemmipass, als er am 9. November 1779 in Leukerbad weilte. Guy de Maupassants Geschichte L'Auberge (deutsch: Das Gasthaus) spielt am Gemmipass. Auch in Arthur Conan Doyles Sherlock-Holmes-Geschichte The Final Problem (deutsch: Das letzte Problem) wird der Gemmipass gleich zu Beginn der Erzählung erwähnt. Auch Alexandre Dumas, Jules Verne und Mark Twain besuchten Leukerbad, wobei letzterer auf seinem steilen Weg in erster Linie Frauen bemerkte, die in Sänften getragen wurden und «seekrank und bleich und weiß wie der Schnee des Mont Blanc» aussahen.

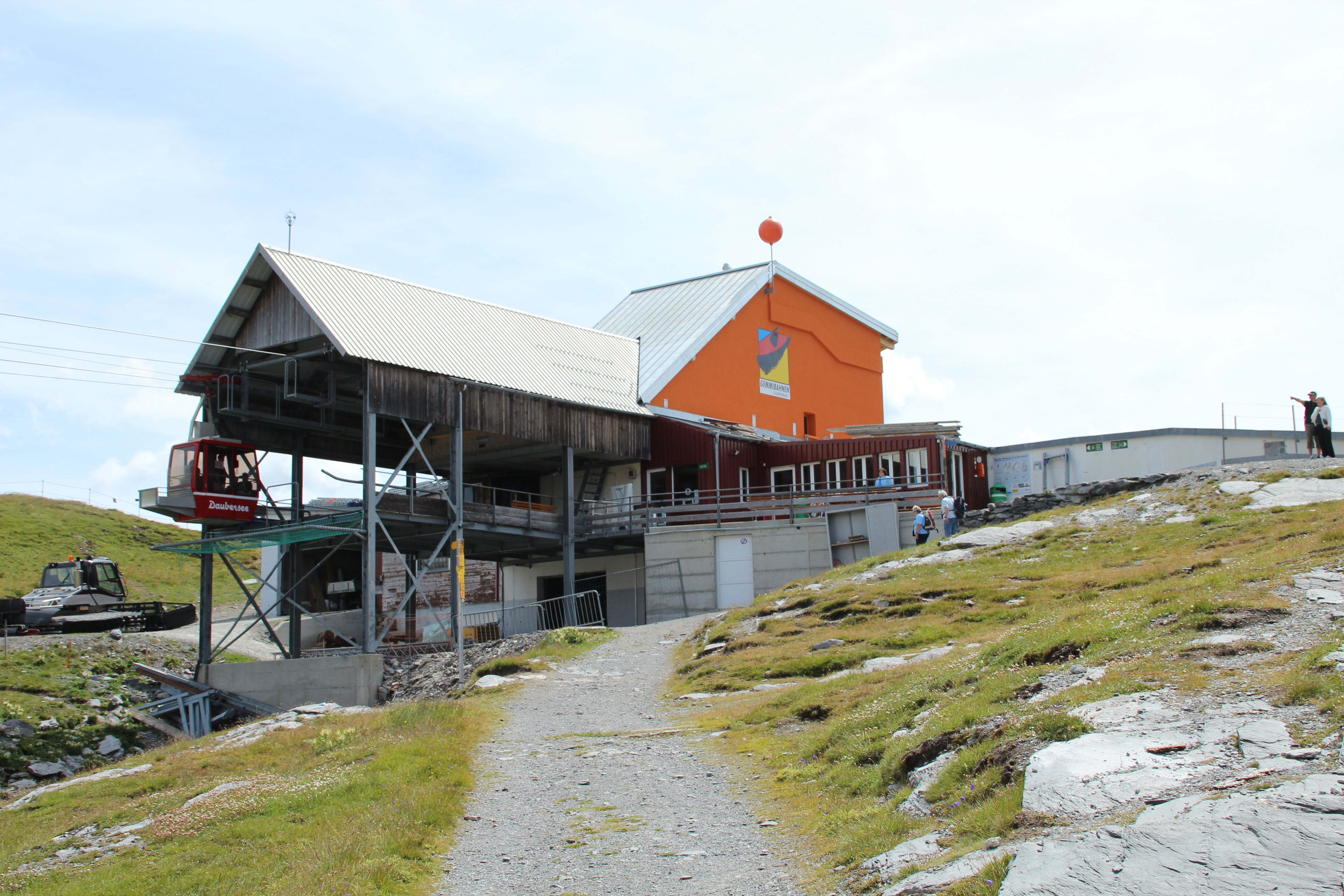
Bergstation der Gemmibahn
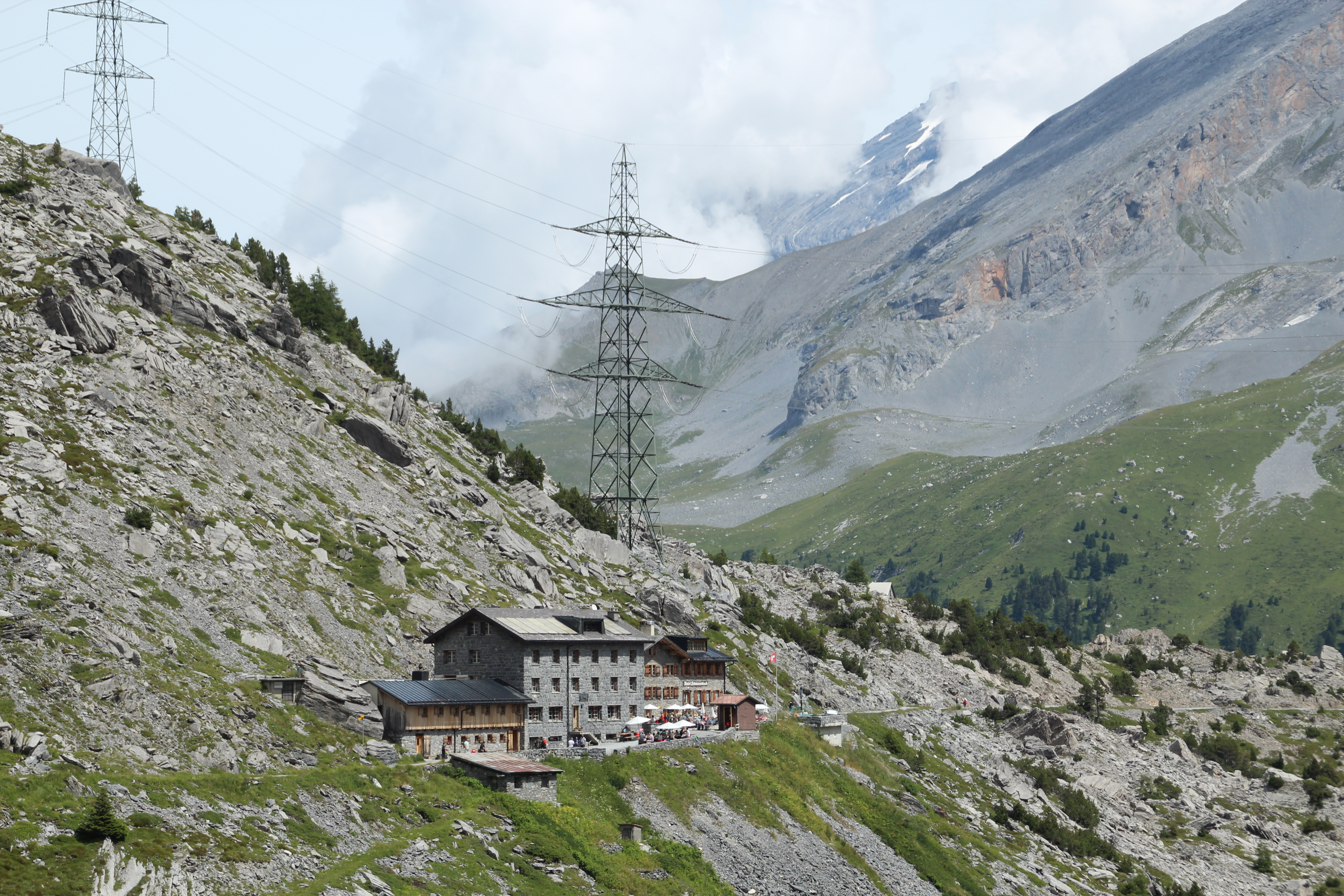
Berghaus Schwarenbach
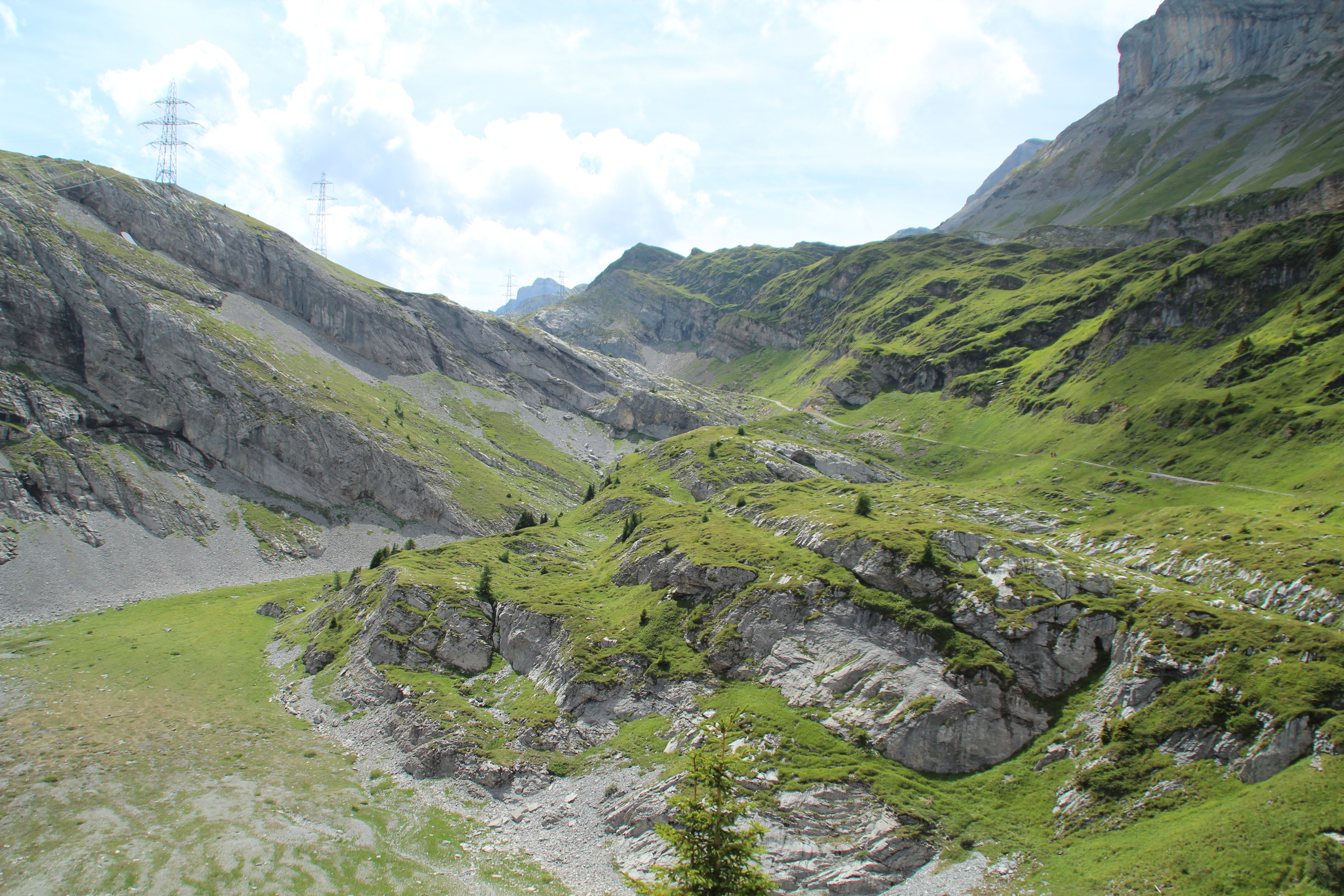
Bei Schwarenbach, nach Süden
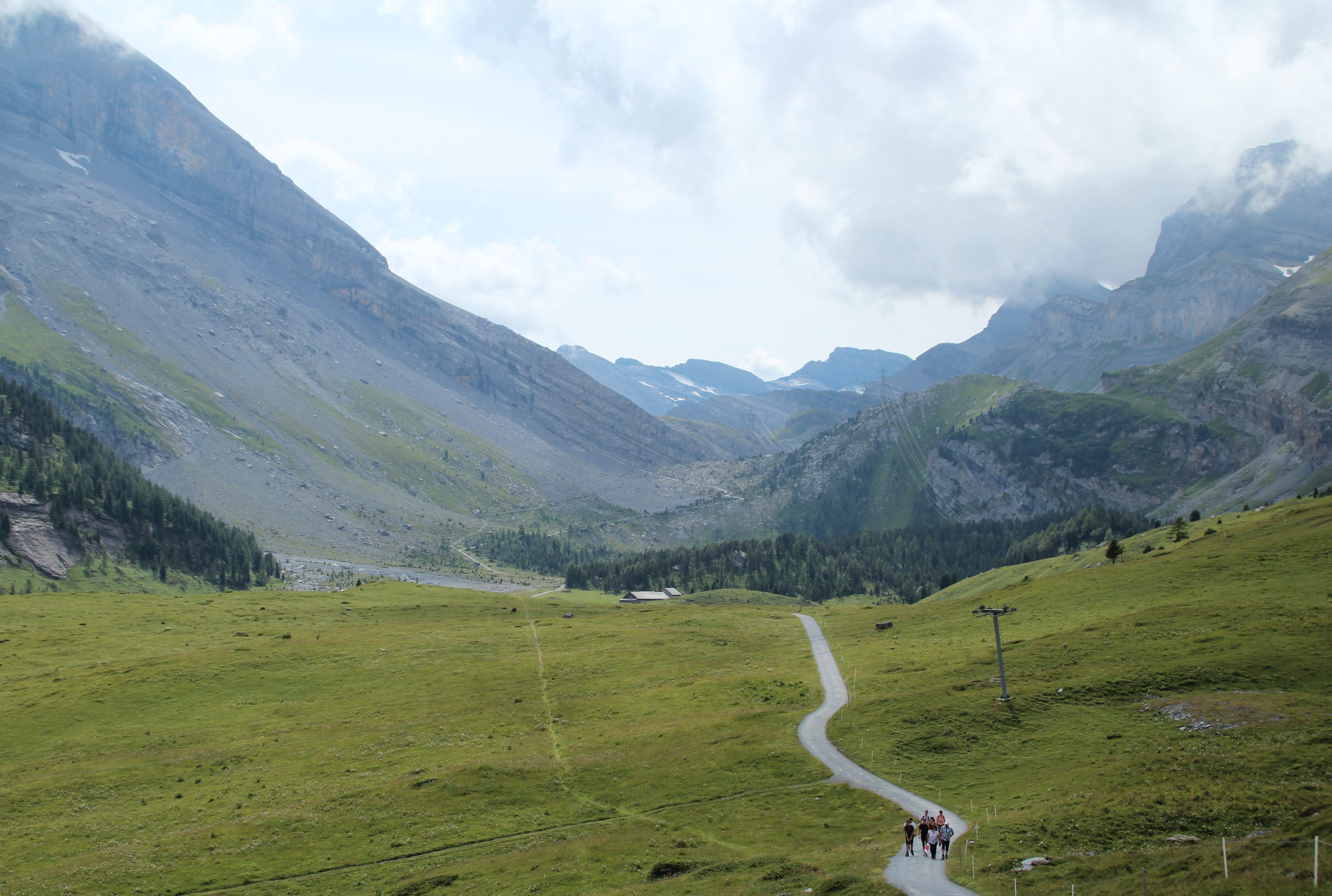
Arvenwald
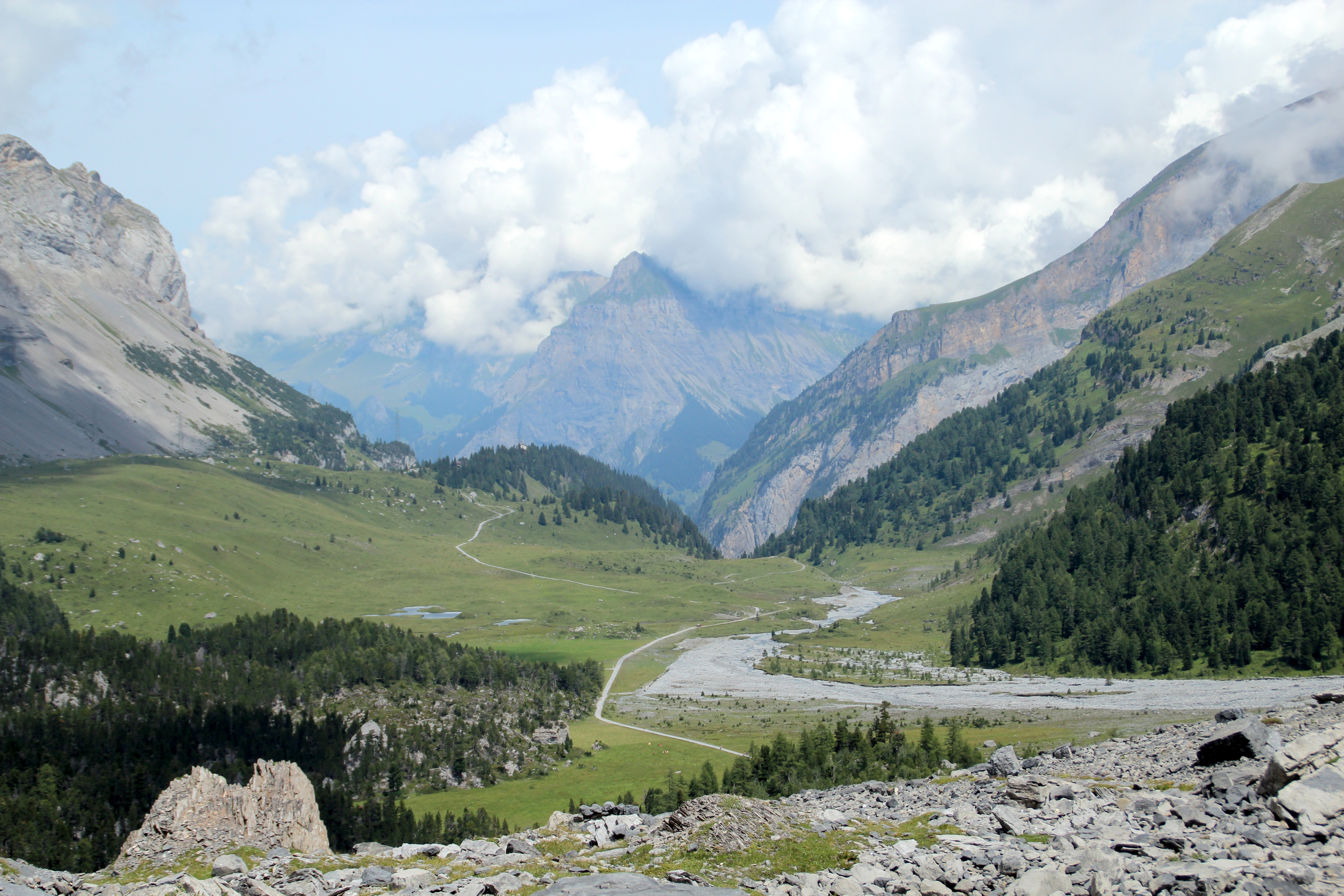
Zum Sünnbüel